# Щит Уиппла

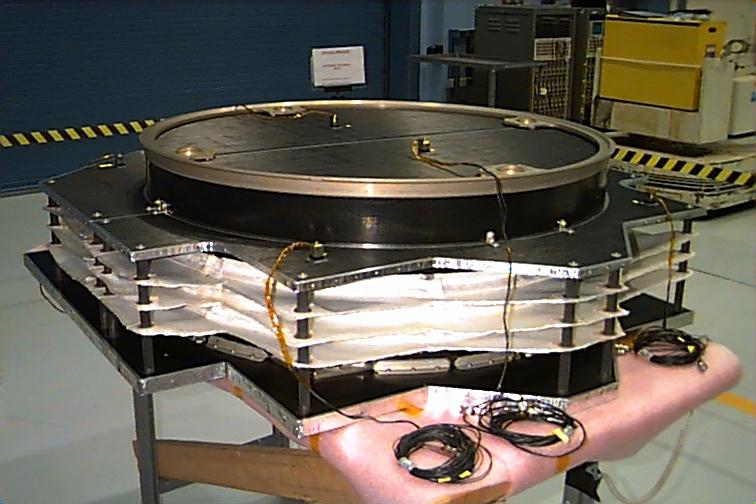
Щит Уиппла на космическом аппарате «Стардаст»

Щит Уиппла (англ. Whipple shield) — тип щитов, используемый для защиты от столкновений на сверхвысоких скоростях. Используется для защиты космических кораблей и аппаратов от столкновений с микрометеороидами и частицами космического мусора размером до 1 см, относительная скорость которых обычно составляет от 3 до 18 км/с. Щит назван с честь его изобретателя, Фреда Уиппла.

## Принципы действия щита
В отличие от монолитных ранних космических аппаратов, щит Уиппла состоит из относительно тонкого внешнего экрана, расположенного на некотором расстоянии от основной стенки космического корабля. Ожидается, что экран не остановит объект столкновения или даже не удалит большую часть его энергии, а разрушит и рассеет его, разделив исходный объект на множество частиц, которые разлетаются веером между экраном и стенкой. Исходная энергия частиц распределится более равномерно по большей площади стенки, которая с большей вероятностью выдержит её. Прямая аналогия заключается в том, что для остановки заряда охотничьей дроби необходим более лёгкий бронежилет, чем для остановки одной винтовочной пули с той же общей массой и кинетической энергией. Хотя щит Уиппла снижает общую массу космического корабля по сравнению с сплошным щитом, что крайне важно в космических полётах, дополнительный закрытый объём может потребовать большего обтекателя полезной нагрузки.
Существует несколько вариаций простого щита Уиппла. Многоударные щиты, подобные тому, что используется на космическом аппарате «Стардаст», используют несколько экранов, расположенных на расстоянии друг от друга, чтобы увеличить защитные возможности щита. У некоторых щитов Уиппла пространство между экранами заполнено дополнительными защитными веществами, например аэрогелем, кевларом или волокном Nextel, сделанном из оксида алюминия. Тип щита, материал, толщина и расстояние между слоями варьируются для получения щита с минимальной массой, который также сведёт к минимуму вероятность проникновения. Только на одной Международной космической станции существует более 100 конфигураций щитов, причём зоны повышенного риска имеют лучшую защиту.